# Венета Вичева
Венета Вичева е българска хорова диригентка и общественичка. Дългогодишна ръководителка на хор „Родни звуци“ в Шумен, основателка и диригентка на детския хор „Бодра песен“. През 1971 г. по нейна инициатива са създадени Националните ученически хорови празници „Добри Войников". Основателка е на специалността „Музикална педагогика“ в Шуменския университет, била е декан на факултета по изкуствата, член на Академичния съвет. Почетен гражданин на Шумен.

## Биография
Средното си образование завършва в Шумен. Следва Хорово дирижиране в класа на проф. Георги Димитров в първия випуск по специалността към Държавната музикална академия в София.
В периода 1956 - 1961 г. е директорка на музикалната школа в Станке Димитров и диригентка на смесения хор „Рилски звуци“ към народното читалище „Зора“. Ръководи музикалната подготовка и дирижира оперетите „Царицата на чардаша“ от Имре Калман и „Хубавата Елена“ от Жак Офенбах.
През 1961 г. е поканена от общинското ръководство на Шумен и ръководството на хор „Родни звуци“ за диригент на хора в родния си град. От 1961 година до 2011, тя е диригент на хор „Родни звуци“.
През 1963 г. Венета Вичева основава детски хор „Бодра песен“. По нейна инициатива през 1971 г. са създадени Националните ученически хорови празници „Добри Войников“. От 2011 г. хоровите празници са Международни детско – юношески хорови празници „Добри Войников“.
От 1989 г. Венета Вичева е доцент, а от 1996 г. – професор по хорово дирижиране в Шуменския университет „Епископ Константин Преславски“. Основател е на специалността „Музикална педагогика“. Била е декан на Факултета по изкуствата. Членка е на Академичния съвет.
Членка е на управителните съвети на Народно читалище „Добри Войников“ в Шумен, на Български хоров съюз, на Сдружението на български хорови диригенти към СБМТД – София.

## Участия
С двата хора, които дирижира – „Родни звуци“ и „Бодра песен“ – Венета Вичева концертира в Германия, Русия, Украйна, Полша, Чехия, Италия, Гърция, Румъния, Турция, Белгия и Франция. Гостувала е в Япония, където дирижира български песни в юбилейния концерт на детския хор „Акатомбо“ от гр. Кофу.
Многократно е била членка на жури на национални и международни хорови конкурси. Венета Вичева е сред учредителите на Фондация „Панчо Владигеров“ през 1993 г. и дългогодишна членка на Управителния съвет на фондацията.

## Записи
С двата хора „Родни звуци“ и „Бодра песен“, Венета Вичева реализира четири дългосвирещи плочи и компактдискове. Направени са студийни записи в Радио Лайпциг, Радио Брюксел, Радио Берлин, множество документални и студийни записи в БНР, БНТ, Радио Варна и Радио Шумен.

## Публикации
Има множество публикации, описани в издадената от Регионалната библиотека „Стилиян Чилингиров“ – Шумен книга „Био-библиография Венета Вичева“ със съставител Росица Добрева.
През 2007 г. община Шумен издава биографична книга за диригентката с автори Венета Вичева и Светлин Пламенов. Озаглавена е „Разкажи ми песен“.
През октомври 2013 г. в Шумен е основана фондация „Венета Вичева“, която ще подпомага хоровото дело в града и България – 

## Признание и награди
Като диригент на хор „Родни звуци“ печели редица национални и международни отличия и награди от конкурси и фестивали – България, Унгария, Полша, Чехия, Украйна, Италия, Русия, Гърция, Турция и Румъния. С хор „Бодра песен“ печели първи награди от Международни хорови конкурси в България Унгария, Белгия (summa cum laude), Италия, Турция (cum laude), Русия – „Гран при“ и диплом за диригентско майсторство. Носител е на златни медали и дипломи за високи художествени постижения от национални и международни фестивали. Хорът е удостоен с орден „Св. св. Кирил и Методий“ I степен и Голямата награда на Шумен. Европейската хорова федерация към Европейския съюз го удостоява със званието „Посланик на европейската култура по света“. „Бодра песен“ е определен за Музикант на годината в категория „Ансамбли“ от Българско национално радио. Той е носител на медал „За заслуги към Българската народна армия“.
Награди на Венета Вичева:
- Орден „Св. св. Кирил и Методий“ I степен
- Званието „Почетен гражданин на Шумен“
- Медал „За заслуги към БНА“
- Званията „Заслужил артист“ и „Народен артист“
- Отличието „Златна лира“ – два пъти от СБМТД
- Статуетката „Кристална лира“ – най-високата награда за музикално изкуство на Съюза на българските музикални и танцови дейци[7]
- Почетното звание Доктор хонорис кауза на Шуменския университет „Епископ Константин Преславски“[8]
- Почетен медал със синя лента на Шуменския университет „Епископ Константин Преславски“
- Почетен кристален плакет на Съюза на българските композитори.
- Награда на Министерството на културата за „Заслуги към българската култура“.
- Почетни медали и дипломи от национални и международни хорови празници, юбилейни годишнини и други чествания.